# Raman Pratasevich
Raman Pratasevich (também Roman Protasevich; em bielorrusso: Раман Дзмітрыевіч Пратасевіч; em russo: Роман Дмитриевич Протасевич; Bielorrússia, 5 de maio de 1995) é um jornalista e ativista da oposição bielorrusso, preso pelas autoridades do país durante o Voo Ryanair 4978. Em 2023, foi sentenciado a 8 anos de prisão.

## Biografia
Pratasevich é um ativista da oposição desde a juventude e participou de protestos no início dos anos 2010. Ele co-administrou um grande grupo anti-Lukashenko na rede social VKontakte até 2012, quando foi hackeado pelas autoridades. Ele entrou na faculdade de jornalismo da Universidade Estadual da Bielorrússia, mas foi expulso logo em seguida. Em 2017, foi acusado de participação em evento não autorizado em Kurapaty, mas conseguiu provar ao juiz que tinha exame naquele dia. Apesar de não ter educação formal, ele trabalhou para a mídia bielorrussa como jornalista. Até março de 2019, ele era fotógrafo da Euroradio.fm e trabalhou na reunião dos primeiros-ministros da Áustria (Sebastian Kurz) e da Bielorrússia (Sergei Rumas) em Minsk. Ele também trabalhou para a edição bielorrussa da Radio Free Europe / Radio Liberty. Em 2019, Pratasevich mudou-se para a Polônia. Em 22 de janeiro de 2020, anunciou que pediu asilo político na Polónia.
Em 2020, Pratasevich administrou o canal Nexta Telegram junto com seu co-criador Sciapan Pucila (Stepan Putilo). Em agosto de 2020, depois que autoridades bielorrussas tentaram desativar o acesso à internet durante as eleições presidenciais de 2020, Nexta se tornou uma das principais fontes de informação sobre os protestos contra eleições fraudulentas e passou a coordenar os protestos. O canal teve quase 800 000 novos assinantes em uma semana.
Em 5 de novembro de 2020, Pratasevich e Pucila foram acusados de organizar motins em massa (artigo 293 do código penal bielorrusso), ações que violam gravemente a ordem pública (artigo 342) e incitação à inimizade social com base na filiação profissional (artigo 130, parte 3). Em 19 de novembro de 2020, a KGB bielorrussa os colocou na lista dos terroristas. Em um tweet de 23 de maio de 2021, a exilada líder da oposição bielorrussa Sviatlana Tsikhanouskaia disse que, devido a essas acusações, Pratasevich enfrentava a pena de morte na Bielorrússia. De acordo com outras fontes, as acusações feitas contra ele podem resultar em uma pena de prisão de até 15 anos, e ele pode evitar ser baleado. Em setembro de 2020, Pratasevich deixou a Nexta. Em 2 de março de 2021, ele anunciou que começou a trabalhar para o canal "@belamova" Telegram, anteriormente editado por um blogueiro detido, Ihar Losik.

### Voo Ryanair 4978 e prisão
,Em 23 de maio de 2021, o voo Ryanair 4978 (Atenas-Vilnius, Lituânia) com Pratasevich a bordo foi interceptado por um caça da Bielorrússia e desviado para o Aeroporto Nacional de Minsk. A equipe do aeroporto de Minsk disse que isso ocorreu devido ao relato de uma bomba a bordo. As autoridades aeroportuárias da Lituânia afirmaram que não foram informadas de uma ameaça de bomba e que a causa do desvio foi, em vez disso, um conflito entre um passageiro e um membro da tripulação. Em Minsk, Pratasevich foi removido do avião e preso. Nenhuma bomba foi encontrada a bordo. Apesar de o avião estar mais perto de Vilnius, o presidente bielorrusso Aleksandr Lukashenko, de acordo com sua assessoria de imprensa, ordenou pessoalmente o redirecionamento do avião para Minsk e enviou um caça MiG-29 da Força Aérea da Bielorrússia para escoltá-lo.
De acordo com o representante da Ryanair citado pela Novaya Gazeta, foi o controle de tráfego aéreo bielorrusso quem informou a tripulação do avião sobre a ameaça e disse-lhes que mudassem o curso para Minsk. A comunidade bielorrussa de localização de aviões postou um vídeo que retrata o MiG-29 interceptando o avião.
O advogado de aviação ucraniano, Andrei Guk, sugeriu que a interceptação da aeronave militar e o redirecionamento do avião para um aeroporto mais distante poderiam ter comprometido a segurança dos passageiros e tripulantes. Ele também observou que o Apêndice 2 da Convenção de Chicago considera a interceptação de aviões civis por aeronaves militares um último recurso, mas o caça militar bielorrusso decolou imediatamente. O professor associado da Escola Superior de Economia da Rússia, Dr. Gleb Bogush, também afirmou que a encenação (dramatização) de uma ameaça de bomba e a interceptação do avião pelas autoridades bielorrussas poderia ter colocado em risco passageiros e tripulantes e que tanto a Convenção de Chicago quanto a de Montreal deve ser usada na avaliação jurídica do caso. Ele também chamou a situação de "um precedente muito perigoso".
Em 3 de Maio de 2023, Protasevich foi condenado a oito anos de prisão.